# アンナンガメ
アンナンガメ（安南亀、Mauremys annamensis）は、イシガメ科イシガメ属に分類されるカメ。

## 分布
ベトナム中部
種小名annamensisは「安南産の（安南はベトナム北部を指す地名）」の意で、旧属名Annamemysも「安南のカメ」の意。

## 形態
最大甲長28.5センチメートル（通常は甲長21センチメートル以下）。背甲はややドーム状に盛り上がるかやや扁平で、上から見ると幅広い楕円形。椎甲板や肋甲板に筋状の盛り上がり（キール）があるが、老齢個体では不明瞭になることもある。縁甲板は尖らない。背甲の色彩は暗灰色や暗褐色。腹甲は大型。喉甲板はやや突出し、左右の喉甲板の間にほとんど切れこみが入らない。左右の肛甲板の間には切れこみが入る。腹甲には甲板ごとに暗色斑が入り、帯状に繋がる。
頭部はやや小型か中型。上顎の先端はやや凹む。頭部の色彩は暗褐色で、細く黄色い筋模様が左右に4本ずつ入る。四肢は頑丈で、前面には瓦状に大型鱗が並ぶ。
幼体は背甲が扁平。キールが明瞭で、後部縁甲板の外縁が弱く尖る。
オスはメスに比べると背甲が細長く甲高が低い。またオスの成体は腹甲の中央部が凹む。オスの成体は尾がより長く、尾をまっすぐに伸ばした状態では総排泄口全体が背甲の外側に位置する。幼体やメスの成体は尾をまっすぐに伸ばしても総排泄口の大部分が背甲よりも内側にある。

## 分類
背甲と結合する骨や靭帯の基部になる腹甲の骨（腹甲柱）が発達することから、以前は本種のみでアンナンガメ属Annamemysを構成する説もあった。
形態やミトコンドリアDNAの塩基配列による分子系統学的解析などから、ミナミイシガメと単系統群を形成すると推定されている。そのため2種でCathaiemys属を構成する説もある。

## 生態
低地にある河川や、池沼などに生息する。

## 人間との関係
中華人民共和国やベトナムでは食用や薬用とされることもある。
開発による生息地の破壊や水質汚染、食用や薬用、ペット用の乱獲などにより生息数が激減している。2003年にワシントン条約附属書IIに掲載された。
ペットとして飼育されることもあり、日本にも輸入されている。1990年代後半に流通量が増加したこともあったが、流通量は少ない。以前は野生個体が流通していたが、近年は飼育下繁殖個体の幼体がまれに流通する。